# 後沙峪駅
座標: 北緯40度6分46.85秒 東経116度33分30.33秒 / 北緯40.1130139度 東経116.5584250度
後沙峪駅（こうさよくえき）は北京市順義区に位置する北京地下鉄15号線の駅である。

## 駅構造
- 島式ホーム1面2線を有する高架駅である。
- 中国紅を基調としている。[2]

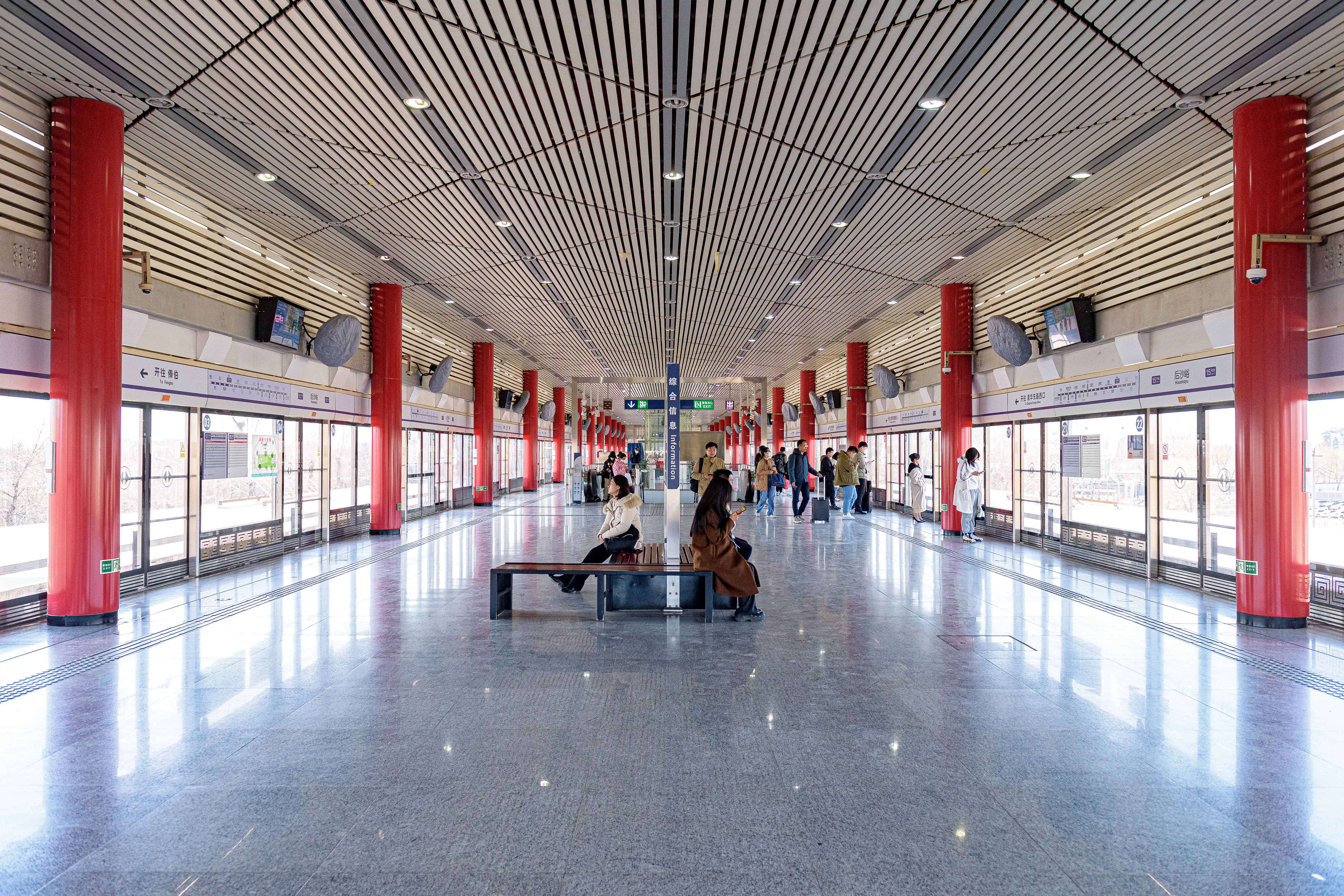
ホーム

- 30000平方メートル及び16000平方メートルのパークアンドライド方式の駐車場がある。

| F2 | ■南行き                      | ← ■15号線清華東路西口駅方面 （花梨坎駅） |
| F2 | 島式ホーム、左側のドアが開く |                                          |
| F2 | ■北行き                      | → ■15号線俸伯駅方面 （南法信駅） →       |
| F1 | 大堂                         | 出入口、改札口、駅事務所                 |

## 歴史
- 2010年12月30日 - 終着駅として開業。
- 2011年12月31日 - 俸伯駅までの延伸に伴い途中駅となる。

## 隣の駅
北京地下鉄
■15号線
花梨坎駅 - 後沙峪駅 - 南法信駅